# Amphiporus brunneus
Amphiporus brunneus är en djurart som tillhör fylumet slemmaskar, och som beskrevs av Griffin 1898. Amphiporus brunneus ingår i släktet Amphiporus och familjen Amphiporidae. Inga underarter finns listade i Catalogue of Life.